# Perxylobates vietnamensis
Perxylobates vietnamensis är en kvalsterart som först beskrevs av Jeleva och Vu 1987.  Perxylobates vietnamensis ingår i släktet Perxylobates och familjen Protoribatidae. Inga underarter finns listade i Catalogue of Life.